# Humpday
Pour plus de détails, voir Fiche technique et Distribution.
Humpday est une comédie dramatique américaine sortie en 2009, écrite, produite et mise en scène par Lynn Shelton. Ce film a été projeté en exclusivité au Festival du film de Sundance de 2009. Il est sorti en France le 16 septembre 2009. Humpday, littéralement « jour de la bosse », signifie, aux États-Unis, le mercredi, le mi-temps de la semaine travaillée, c'est-à-dire le jour où le plus dur de la semaine a été fait. Ici il s'agit plutôt d'une allégorie sur le milieu de la vie et les premiers bilans qu'on peut en tirer. Le titre consiste également en un jeu de mots sur le terme hump qui, outre son sens de bosse, signifie aussi baiser en anglais familier.

## Synopsis
Deux amis, Ben (Duplass) et Andrew (Leonard), tous deux la trentaine, hétérosexuels et avec un petit ventre, se revoient après dix ans d’absence. Au cours d’une fête arrosée, ils font le pari de tourner ensemble un film d’art et d’essai pornographique, et donc homosexuel, et de le présenter au festival du film HUMP! Ils ne définissent pas tout de suite le rôle de chacun, Ben préférant en parler d’abord à sa femme Anna (Delmore). Cependant, le sujet à peine abordé, Anna lui fait comprendre qu'elle reste très circonspecte à la seule idée d'un film pornographique amateur. Ben reste alors très allusif et lui fait croire que son rôle se limitera à celui d’un assistant parmi les figurants.
Par la suite, Anna, voulant faire plus ample connaissance avec Andrew, lui propose de discuter autour d'un verre. Une fois les deux saouls, Andrew commence à lui parler de son projet artistique avec Ben, la croyant entièrement informée par ce dernier sur ce sujet. Il lui révèle sans détour que Ben va certainement connaître une expérience homosexuelle. Anna est furieuse, cherchant à éclaircir cela plus précisément avec Ben. Le lendemain matin, Ben persiste dans sa volonté de mener à bien ce projet. Anna finit par accepter.
Le rendez-vous est pris dans un hôtel, avec une caméra. Leurs tentatives d’étreintes sexuelles se soldent par de longues discussions et de nombreuses analyses sur la façon d’engager cette expérience. Bien qu’ils arrivent à se filmer en train de s’embrasser furtivement sur la bouche et de s’enlacer, mais en gardant leurs sous-vêtements, tous deux ne semblent pas à l’aise à l’idée de se mettre nu ou d'engager l'acte proprement dit. Ils continuent à parler, ne sachant pas si l’un des deux arrivera à l'état requis pour une telle entreprise, puis ils préfèrent mettre en doute la validité de cette expérience en tant qu’œuvre artistique. Finalement, Ben propose d’annuler cette mascarade, et tout finit par un éclat de rire devant le ridicule de la situation. Ben quitte l’hôtel, allant s’excuser auprès d'Anna. Andrew part juste après, jetant un dernier coup d’œil sur les épreuves de tournage.

## Fiche technique
- Réalisation et scénario : Lynn Shelton
- Musique : Vince Smith
- Producteur : Lynn Shelton
- Distribution : Magnolia Pictures
- Photo : Benjamin Kasulke
- Montage : Nat Sanders
- Langue : anglais

## Distribution
- Mark Duplass : Ben
- Joshua Leonard : Andrew
- Alycia Delmore : Anna
- Lynn Shelton : Monica
- Trina Willard : Lily

## Tournage
Produit par Lynn Shelton, Humpday a été tourné en moins de deux semaines en 2008 à Seattle. Tous les dialogues sont improvisés.

## Réception et récompenses
Certaines critiques ont placé ce film dans la mouvance mumblecore du cinéma indépendant américain. Le film a reçu des critiques plutôt positives lors de sa sortie au festival de Sundance, même si certains y ont décelé une homophobie ironique (l'homosexualité ne serait qu'une mode) et sexiste.
En 2009, Le film fut récompensé au festival de Sundance, recevant le prix spécial du jury pour sa liberté d'esprit
ainsi qu'au Festival de Deauville où il obtient le prix de la Révélation.

## Remake
En 2012, Yvan Attal réalise un remake français intitulé Do Not Disturb, avec lui-même et François Cluzet dans les rôles principaux.